# Vladimir Vujasinović
Vladimir Vujasinović (Rijeka, 14 de agosto de 1973) é um jogador de polo aquático sérvio, medalhista olímpico.

## Carreira
Vladimir Vujasinović fez parte dos elencos olímpicos de prata em Atenas 1996, e bronze em Sydney 2000 e Pequim 2008.